# サラ・カサノバ
サラ・カサノバ（Sarah L. Casanova、1965年4月6日 - ）は、カナダの実業家。日本マクドナルドホールディングス株式会社代表取締役社長兼CEOを経て、同社代表取締役会長、日本マクドナルド株式会社会長を歴任。

## 概略
- 2004年から2009年にかけても人材交流で日本での勤務経験があり、その際にはマーケティング本部長として「えびフィレオ」、「メガマック」、「クォーターパウンダー」のマーケティングを担当した[3]。また、マクドナルド ロシア・ウクライナではマーケティングシニアディレクターとして、ロシア1号店の出店を担当した[4]。
- 2013年8月27日、原田泳幸の後任として、日本マクドナルド株式会社代表取締役社長兼CEOに就任。事業会社の社長に日本人以外が就任するのは初めてである[5]。
- 2014年3月25日、日本マクドナルドホールディングス株式会社代表取締役社長兼CEOに就任[6]。
- 2019年3月27日、日本マクドナルド代表取締役会長に就任[7]。
- 2021年3月26日、日本マクドナルドホールディングス代表取締役会長[8]。
- 2023年6月21日、三井物産株式会社取締役[9]。
- 2024年3月19日、同月26日開催予定の日本マクドナルドホールディングス定時株主総会にて同社会長職並びに日本マクドナルドの会長職を退任することを発表。以降は母国のカナダに帰国し、家族と暮らす予定だとしている[10]。
- 2025年3月21日、花王株式会社取締役[11]。
- 2025年3月26日、ヤマハ発動機株式会社取締役[12]。

## 来歴
- 1965年4月 - カナダで生まれる。
- 1988年 - グエルフ大学（英語版）商学部ホテル食品管理学科卒業
- 1990年12月 - マックマスター大学経営修士課程修了
- 1991年1月 - マクドナルド カナダに入社[13]
- 1997年1月 - マクドナルド ロシア・ウクライナのマーケティングシニアディレクターに就任
- 2001年7月 - マクドナルド カナダのマーケティング シニアディレクターに就任
- 2004年10月 - 日本マクドナルド株式会社の執行役員・マーケティング本部長に就任
- 2007年4月 - 日本マクドナルド株式会社の上席執行役員・事業推進本部長に就任
- 2009年7月 - マクドナルド マレーシアのマネージングディレクターに就任
- 2012年6月 - マクドナルド マレーシア・シンガポールのリージョナルマネージャーに就任（マクドナルド マレーシアのマネージングディレクターを兼任）
- 2013年8月27日 - 日本マクドナルド株式会社代表取締役社長兼CEOに就任
- 2014年3月25日 - 日本マクドナルドホールディングス株式会社代表取締役社長兼CEOに就任
- 2019年3月27日 - 日本マクドナルド株式会社代表取締役会長に就任
- 2021年3月26日 - 日本マクドナルドホールディングス株式会社代表取締役会長に就任
- 2023年6月21日 - 三井物産株式会社取締役[9]
- 2024年3月26日 - 同日開催の日本マクドナルドホールディングス定時株主総会をもって、同社会長職並びに日本マクドナルドの会長職を退任[10]。
- 2025年3月21日 - 花王株式会社取締役[11]
- 2025年3月26日 - ヤマハ発動機株式会社取締役[12]

## テレビ出演
- 日経スペシャル カンブリア宮殿 大復活スペシャル2017 "奇跡の大逆転"の舞台裏（2017年12月21日、テレビ東京）[14]